# Stepan Sargsean
Stepan Sargsean (n. 15 septembrie 1962, Alaverdow šrǰan⁠(d), Republica Sovietică Socialistă Armeană, URSS) este un luptător ce a reprezentat Uniunea Republicilor Sovietice Socialiste, medaliat olimpic. A participat la o ediție a Jocurilor Olimpice (1988) în care a câștigat o medalie de argint.

## Participări
Lista de mai jos prezintă principalele competiții la care a participat Stepan Sargsean de-a lungul carierei.
- wrestling at the 1988 Summer Olympics – men's freestyle 62 kg[*]